# 古布西克 (盧布尼區)
50°6′2″N 32°49′49″E / 50.10056°N 32.83028°E
古布西克（烏克蘭語：Губське），是烏克蘭的村落，位於該國中部波爾塔瓦州，由盧布尼區負責管轄，處於維利尚卡河畔，分別距離恩基夫齊2公里和皮什內4.5公里，海拔高度156米，2001年人口550。